# Vaudricourt (Somme)
Vaudricourt település Franciaországban, Somme megyében. Lakosainak száma 415 fő (2022. január 1.). Vaudricourt Saint-Blimont, Friville-Escarbotin, Bourseville és Brutelles községekkel határos.

## Népesség
A település népessége az elmúlt években az alábbi módon változott:
| Lakosok száma | 400  | 399  | 395  | 400  | 406  | 411  | 413  | 415  |
|               | 2013 | 2015 | 2017 | 2018 | 2019 | 2020 | 2021 | 2022 |